# Little Norway, Brooklyn
Little Norway var ett informellt stadsdelsområde vid Sunset Park på södra Brooklyn i New York. Där bodde på ett koncentrerat område drygt 40 000 norrmän. Området runt Sunset Park befolkades först av irländare som flydde svältkatastrofen på 1840-talet. Andra europeiska immigranter slog sig ned och under 1880-1890-talen bildades en enklav med immigranter från Norge som lockades av arbeten i de nybyggda hamn-, varvs- och industriområdena. Norrmännen utgjorde den tredje största gruppen av immigranter i området efter irländare och italienare under första halvan av 1900-talet, även om de var långt färre än tvåan. Little Norway omfattade avenyerna ovanför den sjunde samt mellan de femtionde och sextionde gatorna. I närheten fanns en enklav med finländare som kallades Finntown.
Området växte upp runt industriområdet Bush Terminal som byggdes år 1895, den fortsatte att växa till och med andra världskrigets slut 1945 när det närliggande industri och hamnområdet Brooklyn Army Terminal hade 10 000 civilanställda och från vilken 80% av allt amerikanskt materiel och manskap skeppades till andra världskriget.
Efter kriget konkurrerades industri och hamnområdet ut av lastbilar och hamnarna i New Jersey. Området förslummades när befolkningen lämnade det och arbetena försvann. På 1970-talet dominerades området av sydamerikanska immigranter och dessa har senare till stor del ersatts av asiatiska.